# أوكجا
أوكجا (بالإنجليزية: Okja) هو فيلم إثارة كوري جنوبي-أمريكي صَدَر عام 2017، ويحكي قصة فتاة تربي خنزيراً خارقاً معداً وراثياً. الفيلم من إخراج بونغ جون هو وشارك في تأليفه جونغ وجون رونسون، أدى دور البطولة مجموعة من الممثلين الكوريين الجنوبيين على رأسهم الطفلة آهن سيو هيون وبيون هي بونج ويون جي مون وتشوي وو شيك، وممثلو هوليوود: تيلدا سوينتون (في دور مزدوج) وبول دانو وستيفن يون وليلي كولينز وشيرلي هندرسون ودانيال هينشال وديفون بوستيك وجيانكارلو اسبوزيتو وجيك جيلنهال.
تنافس الفيلم على جائزة السعفة الذهبية في مهرجان كان السينمائي 2017. تم إصداره على نتفليكس في 28 يونيو 2017.

## وصلات خارجية
- أوكجا على موقع IMDb (الإنجليزية)
- أوكجا على موقع ميتاكريتيك (الإنجليزية)
- أوكجا على موقع روتن توميتوز (الإنجليزية)
- أوكجا على موقع نتفليكس (الإنجليزية)
- أوكجا على موقع قاعدة بيانات الأفلام العربية
- أوكجا على موقع ألو سيني (الفرنسية)
- أوكجا على موقع Turner Classic Movies (الإنجليزية)
- أوكجا على موقع أول موفي (الإنجليزية)
- أوكجا على موقع فيلمافينيتي (الإسبانية)
- أوكجا على موقع قاعدة بيانات الفيلم (الإنجليزية)
- الموقع الرسمي
- أوكجا  في قاعدة بيانات الأفلام على الإنترنت (بالإنجليزية)